# Evropsko prvenstvo v nogometu 2021
Evropsko prvenstvo v nogometu 2020, ki se uradno imenuje UEFA Euro 2020 ali krajše Euro 2020 bo 16. evropsko prvenstvo v nogometu, ki je prvič potekalo v dvanajstih evropskih mestih, v dvanajstih različnih državah. Portugalska nogometna reprezentanca je branila naslov prvaka, ki ga je osvojila na prejšnjem turnirju, leta 2016. Branjenje je bilo neuspešno, saj je naslov osvojila Italija. 
Nekdanji UEFA predsednik Michel Platini je dejal, da se turnir gosti v različnih državah, saj gre za »romantično« enkraten dogodek, v počastitev 60. rojstnega dne tekmovanja evropskega prvenstva. Zmagovalec si je prislužil pravico udeležbe na Pokalu FIFA konfederacij leta 2021. Stadion Wembley v Londonu je gostil tekme vseh krogov razen četrtfinala, vključno s finalom tekmovanja.

## Izbira gostiteljev
Končni seznam gostiteljev je bil objavljen 26. aprila 2014.
Polfinale in finale bo gostila država označena z modro barvo, četrtfinale država z zeleno barvo in skupinski del tekmovanja država z rumeno barvo. Z rdečo je označen Bruselj, ki je bil izbran med prvotno trinajstimi gostiteljskimi mesti, a je bil leta 2017 izključen zaradi zapletov pri gradnji stadiona. Tekme, ki naj bi jih gostil, bodo potekale na londonskem stadionu Wembley.
| Država      | Mesto           | Prizorišče                    | Kapaciteta | Podrobnosti                                       |
| ----------- | --------------- | ----------------------------- | ---------- | ------------------------------------------------- |
| Azerbajdžan | Baku            | National Stadium              | 68.700     | Skupinski del in četrtfinale                      |
| Belorusija  | Minsk           | Traktor Stadium               | 16.500     |                                                   |
| Belgija     | Bruselj         | Eurostadium                   | 50.000     | Skupinski del in osmina finala (preklicano)       |
| Bolgarija   | Sofija          | Vasil Levski National Stadium | 43.000     |                                                   |
| Danska      | København       | Parken Stadium                | 38.065     | Skupinski del in osmina finala                    |
| Anglija     | London          | Wembley Stadium               | 90.000     | Skupinski del, osmina finala, polfinale in finale |
| Nemčija     | München         | Allianz Arena                 | 69.000     | Skupinski del in četrfinale                       |
| Madžarska   | Budimpešta      | New Puskás Ferenc Stadium     | 56.000     | Skupinski del in osmina finala                    |
| Irska       | Dublin          | Aviva Stadium                 | 51.700     | Skupinski del in osmina finala                    |
| Izrael      | Jeruzalem       | Teddy Stadium                 | 34.000     |                                                   |
| Italija     | Rim             | Stadio Olimpico               | 72.698     | Skupinski del in četrtfinale                      |
| Makedonija  | Skopje          | Arena Filipa II.              | 33.460     |                                                   |
| Nizozemska  | Amsterdam       | Amsterdam Arena               | 53.052     | Skupinski del in osmina finala                    |
| Romunija    | Bukarešta       | Arena Națională               | 55.600     | Skupinski del in osmina finala                    |
| Rusija      | Sankt Peterburg | Krestovsky Stadium            | 69.500     | Skupinski del in četrtfinale                      |
| Škotska     | Glasgow         | Hampden Park                  | 52.063     | Skupinski del in osmina finala                    |
| Španija     | Bilbao          | San Mamés Stadium             | 53.332     | Skupinski del in osmina finala                    |
| Švedska     | Stockholm       | Friends Arena                 | 50.000     |                                                   |
| Wales       | Cardiff         | Millennium Stadium            | 74.500     |                                                   |

## Prizorišča
Tekmovanje bo potekalo na 12 prizoriščih, ki so bila objavljena 19. septembra 2014:
- Finale in polfinale: London (Anglija)
- Četrtfinale in skupinski del: München (Nemčija), Baku (Azerbajdžan), Sankt Peterburg (Rusija), Rim (Italija)
- Osmino finala in tudi skupinski del: København (Danska), Bukarešta (Romunija), Amsterdam (Nizozemska), Dublin (Irska), Bilbao (Španija), Budimpešta (Madžarska), Bruselj (Belgija; kasneje preklican), Glasgow (Škotska)
- Od 13 izbranih mest jih osem nikoli prej ni gostilo evropskega prvenstva: Baku, Sankt Peterburg, København, Bukarešta, Dublin, Bilbao, Budimpešta in Glasgow.
- Od 13 izbranih držav jih seden nikoli prej ni gostilo finale evropskega prvenstva: Azerbajdžan, Danska, Madžarska, Romunija, Republika Irska, Rusija in Škotska.
- Od 13 izbranih stadionov sta le dva prej gostila finale evropskega prvenstva: Stadio Olimpico in Amsterdam Arena. Prvotni stadion Wembley je sicer gostil prvenstvo leta 1996, vendar je bil kasneje porušen in zgrajen na novo.

| London                                        | München | Rim                                           | Baku                                          | Sankt Peterburg                               |
| --------------------------------------------- | --- | --------------------------------------------- | --------------------------------------------- | --------------------------------------------- |
| Wembley Stadium                               | Allianz Arena | Stadio Olimpico                               | National Stadium                              | Krestovsky Stadium                            |
| 51°33′0″N 0°16′30″W / 51.55000°N 0.27500°W    | 48°13′8″N 11°37′11″E / 48.21889°N 11.61972°E                                                                                     | 41°56′30″N 12°27′17″E / 41.94167°N 12.45472°E | 40°25′47″N 49°55′11″E / 40.42972°N 49.91972°E | 59°58′22″N 30°13′13″E / 59.97278°N 30.22028°E |
| Kapaciteta: 90.000                            | Kapaciteta: 75.000 | Kapaciteta: 72.698                            | Kapaciteta: 68.700                            | Kapaciteta: 69.500                            |
|                                               | |                                               |                                               |                                               |
|                                               | LondonBakuMünchenRimSankt PeterburgKøbenhavnBudimpeštaAmsterdamBukareštaGlasgowBilbaoEvropsko prvenstvo v nogometu 2021 (Evropa) |                                               |                                               |                                               |
| Bukarešta                                     | Amsterdam | Dublin                                        |                                               |                                               |
| Arena Națională                               | Amsterdam Arena | Aviva Stadium                                 |                                               |                                               |
| 44°26′14″N 26°09′09″E / 44.43722°N 26.15250°E | 52°18′51″N 4°56′31″E / 52.31417°N 4.94194°E                                                                                      | 53°20′6″N 6°13′22″W / 53.33500°N 6.22278°W    |                                               |                                               |
| Kapaciteta: 55.600                            | Kapaciteta: 56.000 | Kapaciteta: 51.700                            |                                               |                                               |
|                                               | |                                               |                                               |                                               |
|                                               | |                                               |                                               |                                               |
| Bilbao                                        | Budimpešta | Glasgow                                       | København                                     |                                               |
| San Mamés Stadium                             | New Puskás Ferenc Stadium | Hampden Park                                  | Parken Stadium                                |                                               |
| 43°26′0″N 2°59′0″W / 43.43333°N 2.98333°W     | 47°29′33″N 19°3′5″E / 47.49250°N 19.05139°E                                                                                      | 55°49′33″N 4°15′7″W / 55.82583°N 4.25194°W    | 55°42′08″N 12°34′19″E / 55.70222°N 12.57194°E |                                               |
| Kapaciteta: 53.332                            | Kapaciteta: 68.000 (nov stadion)                                                                                                 | Kapaciteta: 52.063                            | Kapaciteta: 38.065                            |                                               |
|                                               | |                                               |                                               |                                               |

## Kvalifikacije
Na tem turnirju ne bo neposredo uvrščenih ekip, tako, da se bo v kvalifikacijah pomerilo 55 reprezentanc, vključno 13 reprezentanc, katerih države bodo gostile tekme, tako, da morajo tekmovati v kvalifikacijah za 24 mest na prvenstvu.
Z ustanovitijo UEFA Lige narodov, ki se začne v letu 2018, bo Liga narodov povezana z evropskim prvenstvom, saj bo ekipam zagotavljala priložnost, da se kvalificirajo na Euro 2021.
Glavni del kvalifikacij se bo začel marca 2019 in zaključil novembra 2019. Oblika bo v glavnem ostala enaka, le da se bo iz 20 od 24 reprezentanc uvrstilo prek kvalifikacij, preostala 4 pa se bodo uvrstila v novem tekmovanju, ligi narodov. Kvalifikacije bodo sestavljene iz 10 skupin, dve najboljši ekipi iz vsake skupine si bosta zagotovile nastop na prvenstvu. Kvalifikacije se bodo igrale v mesecu marcu, juniju, septembru, oktobru in novembru 2019.
Za štiri mesta pa se bodo reprezentance potegovale preko tekmovanja v ligi narodov. Ta bo potekala v letih 2018 (po koncu SP 2018 v Rusiji) in 2019. V ligo narodov bo prav tako vključenih vseh 55 reprezentanc, ki bodo igrale v štirih različnih kakovostnih lig, na koncu pa si bodo štiri najboljše, ki jim to ne bo uspelo prek klasičnih kvalifikacij, zagotovile nastop na evropskem prvenstvu 2021. Dvanajt najboljših v ligi narodov bo po koncu rednega dela razdeljenih v štiri skupine s tremi ekipami, zmagovalci pa si bodo zagotovili pot na Euro 2021. To bo tudi nadomestek dodatnih kvalifikacij.

### Razpored
V spodnji tabeli je predlagan razpored lige narodov 2018–19 in Eura 2020.
| Leto | Mesec       | Liga narodov 2018–19                                 | Euro 2020                 |
| ---- | ----------- | ---------------------------------------------------- | ------------------------- |
| 2018 | September   | Skupinski del (dve tekmi)                            |                           |
| 2018 | Oktober     | Skupinski del (dve tekmi)                            |                           |
| 2018 | November    | Skupinski del (dve tekmi)                            |                           |
| 2019 | Marec       |                                                      | Kvalifikacije (dve tekmi) |
| 2019 | Junij       | "Tekmovanje štirih najboljših" (Polfinale in finale) | Kvalifikacije (dve tekmi) |
| 2019 | September   |                                                      | Kvalifikacije (dve tekmi) |
| 2019 | Oktober     |                                                      | Kvalifikacije (dve tekmi) |
| 2019 | November    |                                                      | Kvalifikacije (dve tekmi) |
| 2021 | Marec       | Play-offs (Polfinale in finale)                      |                           |
| 2021 | Junij–Julij |                                                      | Turnir                    |